# Minna Ábrahám
Lilla Minna Ábrahám, född 23 mars 2006 i Budapest, är en ungersk simmare.

## Karriär
Vid EM 2022 i Rom var Ábrahám en del av Ungerns kapplag tillsammans med Nikolett Pádár, Katinka Hosszú och Ajna Késely som tog brons på 4×200 meter frisim.
Vid EM 2024 i Belgrad tog Ábrahám silver på 200 meter frisim samt var en del av Ungerns lag som tog guld på både 4×100 meter frisim och 4×200 meter mixed frisim samt silver på 4×200 meter frisim. Ábrahám erhöll även ett guld på 4×100 meter mixed frisim och ett silver på 4×100 meter medley efter att simmat försöksheaten där Ungern sedermera tog medaljer.